# Michel de Warzee
Michel de Warzee (Elisabethstad, Belgisch-Congo, 21 oktober 1943) is een Belgisch acteur. Hij is vooral bekend van zijn gastrol in F.C. De Kampioenen als Jérôme Dubois, de schoonbroer van Pascale.

## Rollen
- Far West (1973)
- La cage aux ours (1974)
- Rue haute (1977) - bloemist
- Les enquêtes du commissaire Maigret - inspecteur Michel (1976)
- Mariages (1977) - dokter Vallée
- Bauduin des mines (1979) - Maes
- La mésaventure (1980) - Georges
- Ferbac (1993) - Trinchet
- J'ai eu dur! (1996) - Alfred Bouffioulx
- Pure fiction (1998) - Jérôme Lambert
- Divines combines (1999)
- Salut la vie (2001)
- Le vélo de Ghislain Lambert (2001) - M. Vandenbroek
- Le festin de la mante (2003) - Georges
- F.C. De Kampioenen (2000, 2005, 2009, 2011) - Jérôme Dubois
- Palais royal! (2005) - directeur BJB
- F.C. De Kampioenen: Kampioen zijn blijft plezant (2013) - Jérôme Dubois